# Reprezentacja Senegalu w piłce nożnej mężczyzn
Reprezentacja Senegalu w piłce nożnej – zespół biorący udział w imieniu Senegalu w zawodach piłkarskich.

## Historia
Senegal do 1960 roku stanowił francuską kolonię i mimo odzyskanej wówczas niepodległości obywatele tego kraju z całymi rodzinami osiedlali się nad Sekwaną. Właśnie dzięki temu niektórzy piłkarze (jak Patrick Vieira) urodzeni w Senegalu grali w barwach reprezentacji Francji. Związki z Francją są zresztą znacznie silniejsze, bowiem większość piłkarzy obecnej kadry gra na co dzień właśnie w lidze francuskiej.
Podobnie było w 2002 roku, kiedy Senegal prowadzony przez Francuza Brunona Metsu, debiutował na mistrzostwach świata. Z 23-osobowej drużyny tylko dwóch rezerwowych bramkarzy przyjechało na mistrzostwa z krajowych klubów.
W Korei i Japonii Senegalczycy w inauguracyjnym meczu wygrali 1:0 z mistrzami świata i Europy Francuzami. Dzięki remisom z Danią (1:1) i Urugwajem (3:3) wyszli z grupy z drugiego miejsca i w drugiej rundzie po dogrywce ograli Szwecję (2:1). Tym samym powtórzyli wyczyn Kamerunu z 1990 roku i jako druga drużyna z Afryki doszli do ćwierćfinału mistrzostw świata. Tu jednak pechowo (po „złotym golu”) przegrali z Turcją (0:1).
Po turnieju odszedł Metsu, a nowym selekcjonerem został jego asystent Guy Stéphan. Przegrał jednak eliminacje do kolejnych mistrzostw świata (z Togo) i pod koniec 2005 roku zastąpił go Senegalczyk Abdoulaye Sarr.
Mimo porażki w kwalifikacjach do Mundialu 2006, drużyna niewiele zmieniła się w porównaniu, z tą, która w 2002 była jedną z rewelacji światowego czempionatu. W bramce cały czas występuje Tony Sylva, który w 2004 roku w barwach AS Monaco grał w finale Ligi Mistrzów, a w 2005 roku został wybrany na najlepszego golkipera Afryki. Od wielu lat wysoką formę utrzymuje obrońca Parmy Ferdinand Coly, a oprócz niego linię defensywy tworzą najczęściej Habib Beye i Omar Daf. Pomocnicy Papa Bouba Diop i Amdy Faye przenieśli się po mistrzostwach do Anglii i, mimo iż nie zawsze mieszczą się w pierwszej jedenastce swoich zespołów, to w drużynie narodowej nadal nie znaleźli godnych następców. Gwiazdą reprezentacji pozostaje napastnik El Hadji Diouf z Blackburn Rovers.
12 maja 2006 roku zdymisjonowanego kilka dni wcześniej Sarra na stanowisku trenera kadry zmienił Polak Henryk Kasperczak. Wprowadził reprezentację do Pucharu Narodów Afryki 2008. Już po dwu meczach pierwszej rundy (2:2 z Tunezją i 1:3 z Angolą) złożył wymówienie, ale nie zostało ono przyjęte przez władze związku. Jednak po zapowiedzi polskiego szkoleniowca, że nie poprowadzi Senegalu w ostatnim spotkaniu fazy grupowej, szef federacji Mbaye Ndoye w końcu zdecydował się zaakceptować dymisję. Tymczasowym następcą Kasperczaka został Lamine N'Diaye. Po nim senegalską kadrę prowadzili kolejno Amara Traoré, Joseph Koto i Alain Giresse. Obecnym selekcjonerem kadry Senegalu jest Aliou Cissé. Pod jego wodzą zespół po 16. latach przerwy awansował do mundialu w Rosji. Grał na nim w grupie H razem z Polską, Japonią oraz Kolumbią. Zakończenie rozgrywek grupowych doprowadziło do niecodziennego rozstrzygnięcia. Senegal po trzech meczach (zwycięstwo, remis i porażka) miał identyczną liczbę punktów (cztery), taki sam bilans bramkowy (4:4), oraz bilans bezpośredniego spotkania (2:2), co reprezentacja Japonii. Wobec tego musiano zastosować (w myśl przepisów FIFA) klasyfikację fair play (porównano liczbę żółtych i czerwonych kartek otrzymanych przez zawodników we wszystkich spotkaniach). W tej klasyfikacji, zespół afrykański okazał się gorszy od zespołu azjatyckiego, przez co Senegal odpadł z turnieju już po fazie grupowej.
W październiku 2018 reprezentacja Senegalu zapewniła sobie udział w Pucharze Narodów Afryki 2019 i zajęła pierwsze miejsce na kontynencie. W grudniu 2018 drużyna prowadzona przez Aliou Cissé zajęła 23 miejsce w rankingu FIFA. Sam Aliou Cissé zajął 7 miejsce w rankingu IFFHS AWARDS 2018 najlepszych trenerów drużyn biorących w mistrzostwach świata w Rosji w 2018 i był najwyżej punktowanym szkoleniowcem afrykańskim. W grudniu 2018 podpisał nowy kontrakt na prowadzenie reprezentacji obowiązujący do 2021 roku. Nowa umowa stanowi, że musi on wygrać Puchar Afryki Narodów, co nigdy się Senegalowi nie udało. Aliou Cissé jest uważany za pioniera wśród rdzennie afrykańskich czarnoskórych trenerów piłki nożnej i na mistrzostwach świata w Rosji był jedynym czarnoskórym szkoleniowcem o statusie trenera reprezentacji narodowej i jednym z czterech rdzennie afrykańskich.
Dorobek drużyny w 2018 to: 5 zwycięstw, 5 remisów, 2 porażki, 15 zdobytych goli, 9 straconych goli; kwalifikacja do CAN 2019; wyprowadzenie zespołu na 1 miejsce w Afryce.
18 lipca 2019 reprezentacja Senegalu zajęła drugie miejsce i po 17. latach przerwy zdobyła swój pierwszy srebrny medal na mistrzostwach Narodów Afryki (CAF), po przegranym finale z Algierią.

## Udział w międzynarodowych turniejach
| \| 1962 \| Nie brała udziału \| Nie brała udziału \| \| 1966 \| Wycofała się z eliminacji \| Wycofała się z eliminacji \| \| 1970 \| Nie zakwalifikowała się \| Nie zakwalifikowała się \| \| 1974 \| Nie zakwalifikowała się \| Nie zakwalifikowała się \| \| 1978 \| Nie zakwalifikowała się \| Nie zakwalifikowała się \| \| 1982 \| Nie zakwalifikowała się \| Nie zakwalifikowała się \| \| 1986 \| Nie zakwalifikowała się \| Nie zakwalifikowała się \| \| 1990 \| Nie brała udziału \| Nie brała udziału \| \| 1994 \| Nie zakwalifikowała się \| Nie zakwalifikowała się \| \| 1998 \| Nie zakwalifikowała się \| Nie zakwalifikowała się \| \| 2002 \| Awans \| Ćwierćfinał \| \| 2006 \| Nie zakwalifikowała się \| Nie zakwalifikowała się \| \| 2010 \| Nie zakwalifikowała się \| Nie zakwalifikowała się \| \| 2014 \| Nie zakwalifikowała się \| Nie zakwalifikowała się \| \| 2018 \| Awans \| Faza grupowa \| \| 2022 \| Awans \| 1/8 finału \| | - 1962 – 1963 – Nie brał udziału - 1965 – IV miejsce - 1968 – Faza grupowa - 1970 – 1978 – Nie zakwalifikował się - 1980 – Nie brał udziału - 1982 – 1984 – Nie zakwalifikował się - 1986 – Faza grupowa - 1988 – Nie zakwalifikował się - 1990 – IV miejsce - 1992 – Ćwierćfinał - 1994 – Ćwierćfinał - 1996 – 1998 – Nie zakwalifikował się - 2000 – Ćwierćfinał - 2002 – II miejsce - 2004 – Ćwierćfinał - 2006 – IV miejsce - 2008 – Faza grupowa - 2010 – Nie zakwalifikował się - 2012 – Faza grupowa - 2013 – Nie zakwalifikował się - 2015 – Faza grupowa - 2017 – Ćwierćfinał - 2019 – II miejsce - 2021 – Mistrzostwo - 2023 – 1/8 finału |                           |
| Udział w mistrzostwach świata | |                           |
| Rok | Kwalifikacje | Wynik                     |
| 1962 | Nie brała udziału | Nie brała udziału         |
| 1966 | Wycofała się z eliminacji | Wycofała się z eliminacji |
| 1970 | Nie zakwalifikowała się | Nie zakwalifikowała się   |
| 1974 | Nie zakwalifikowała się | Nie zakwalifikowała się   |
| 1978 | Nie zakwalifikowała się | Nie zakwalifikowała się   |
| 1982 | Nie zakwalifikowała się | Nie zakwalifikowała się   |
| 1986 | Nie zakwalifikowała się | Nie zakwalifikowała się   |
| 1990 | Nie brała udziału | Nie brała udziału         |
| 1994 | Nie zakwalifikowała się | Nie zakwalifikowała się   |
| 1998 | Nie zakwalifikowała się | Nie zakwalifikowała się   |
| 2002 | Awans | Ćwierćfinał               |
| 2006 | Nie zakwalifikowała się | Nie zakwalifikowała się   |
| 2010 | Nie zakwalifikowała się | Nie zakwalifikowała się   |
| 2014 | Nie zakwalifikowała się | Nie zakwalifikowała się   |
| 2018 | Awans | Faza grupowa              |
| 2022 | Awans | 1/8 finału                |

## Szkoleniowcy
- 1999–2000 –  Peter Schnittger
- 2000–2002 –  Bruno Metsu
- 2002–2005 –  Guy Stéphan
- 2005–2006 –  Abdoulaye Sarr
- 2006–2008 –  Henryk Kasperczak
- 2008–2009 –  Lamine N'Diaye (tymczasowo)
- 2009–2012 –  Amara Traoré
- 2012–2013 –  Joseph Koto (tymczasowo)
- 2013–2015 –  Alain Giresse
- od 2015 –  Aliou Cissé

## Rekordziści

### Najwięcej występów
Stan na 4 grudnia 2022
| Lp. | Zawodnik          | Lata gry  | Występy |
| --- | ----------------- | --------- | ------- |
| 1.  | Henri Camara      | 1999–2008 | 99      |
| 2.  | Sadio Mané        | 2012–     | 93      |
| 3.  | Idrissa Gueye     | 2011–     | 92      |
| 4.  | Roger Mendy       | 1979–1995 | 87      |
| 5.  | Tony Sylva        | 1999–2008 | 83      |
| 6.  | Jules Bocandé     | 1979–1993 | 73      |
| 7.  | Lamine Diatta     | 2000–2008 | 71      |
| 8.  | El Hadji Diouf    | 2000–2008 | 70      |
| 9.  | Kalidou Koulibaly | 2015–     | 68      |
| 10. | Papa Bouba Diop   | 2001–2008 | 63      |

Źródło:http://www.rsssf.com/miscellaneous/sene-recintlp.html

### Najwięcej goli
Stan na 4 grudnia 2022
| Lp. | Zawodnik        | Lata gry  | Gole |
| --- | --------------- | --------- | ---- |
| 1.  | Sadio Mané      | 2012–     | 34   |
| 2.  | Henri Camara    | 1999–2008 | 31   |
| 3.  | El Hadji Diouf  | 2000–2008 | 24   |
| 4.  | Jules Bocandé   | 1979–1993 | 20   |
| 4.  | Mamadou Niang   | 2002–2012 | 20   |
| 6.  | Moussa Sow      | 2009–     | 18   |
| 7.  | Papiss Cissé    | 2009–2015 | 17   |
| 8.  | Papa Bouba Diop | 2001–2008 | 11   |